# Climate Leadership Council
Le Climate Leadership Council (CLC) est une coalition américaine regroupant d'anciens membres du gouvernement des États-Unis, des intellectuels et des dirigeants d'entreprises. Cet organisme, fondé en 2017 par Ted Halstead (en), est partisan d'une mise en place d'une taxe carbone pour réduire les émissions de gaz à effet de serre.
En 2019, il est à l'origine d'une déclaration en ce sens soutenue par plus de 3 000 économistes, 27 lauréats du prix Nobel, 15 anciens présidents du conseil économique de la Maison-Blanche.